# Kalilembu
Kalilembu is een bestuurslaag in het regentschap Pekalongan van de provincie Midden-Java, Indonesië. Kalilembu telt 2593 inwoners (volkstelling 2010).